# Paolo Bruschi
Paolo Mascagna Bruschi, född 3 april 1945 i Carrara, är en italiensk-svensk före detta fotbollsspelare.
Bruschi är född i italienska Carrara men uppväxt i svenska Västerås. Hans moderklubb är Juventus IF och han representerade även IFK Västerås och Västerås SK i sin hemstad.
1969 gick han till AIK. Han debuterade för klubben den 13 april 1969 mot Jönköping Södra, en match som slutade 0–0. Bruschi blev 1969 även svensk medborgare. Han gjorde sitt första och enda mål för AIK den 13 augusti 1970 mot Malmö FF, en match AIK förlorade med 5–1 på bortaplan. Utöver målet mot Malmö FF i Allsvenskan, gjorde Paolo två mål i Svenska cupen (båda mot Hammarby IF), samt två mål i Europeiska Intertoto cupen, där ett av målen gjordes mot den franska storklubben Olympique Marseille.  
Under sommaren 1971 fick han göra militärtjänst vilket gjorde att fotbollskarriären i AIK hade sitt slut. Bruschi spelade därefter för IK City (1971–1973), IFK Eskilstuna (1974–1975) och Flens Södra IK (1976). I Flens Södra var han spelande tränare under 1976. 1977 var han tränare för IF Rune. Efter fotbollskarriären har han jobbat som sjukgymnast.